# Robert Stratil (Politiker)
Robert Stratil (* 16. Oktober 1926 in Wien; † September bzw. Oktober 2010; beerdigt am 9. Oktober 2010) war ein österreichischer Politiker (ÖVP), der von 1983 bis 1990 als Abgeordneter im Wiener Landtag und Mitglied im Wiener Gemeinderat fungierte.

## Leben & Karriere
Robert Stratil wurde am 16. Oktober 1926 in Wien geboren. Im Jahre 1983 wurde er aus dem 16. Wiener Gemeindebezirk Ottakring kommend in den Wiener Gemeinderat und Landtag gewählt, dem er in weiterer Folge von 27. Mai 1983 bis 31. Dezember 1990 über einen Zeitraum von zwei Wahlperioden (13. bis 14. Wahlperiode) angehörte. Am 20. Oktober 1992 wurde ihm das Goldene Ehrenzeichen für Verdienste um das Land Wien verliehen, das er in weiterer Folge am 21. Dezember 1992 übernahm. Im September oder Oktober 2010 verstarb er kurz vor seinem 84. Geburtstag und wurde am 9. Oktober 2010 am Ottakringer Friedhof (Gruppe 4A, Reihe 6, Nr. 12) beerdigt.